# رابی کریک، آیداهو
رابی کریک (به انگلیسی: Robie Creek) یک منطقهٔ مسکونی در ایالات متحده آمریکا است که در Boise County واقع شده‌است. رابی کریک ۱٬۱۶۲ نفر جمعیت دارد و ۱٬۴۰۲٫۱ متر بالاتر از سطح دریا واقع شده‌است.